# Eclipta prostrata
Eclipta prostrata — вид рослин із родини айстрових (Asteraceae).

## Біоморфологічна характеристика
Однорічна або недовговічна багаторічна трав'яна рослина, прямовисна чи лежача, інколи витка, 5–90 см заввишки чи завдовжки. Стебло м'ясисте чи сокове, іноді з червоним відтінком; гілки притиснуто лускувато запушені. Листки вузькояйцеподібні, вузькоеліптичні чи еліптичні, 20–120 × 3–40 мм, краї пилчасті чи пилчасто-городчаті, верхівка гостра чи майже гостра, притиснуто запушені на обох поверхнях; ніжка листка до 3 мм завдовжки. Суцвіття напівкулясте, обгортка до 6 мм завдовжки; листочків 8–11, притиснено-запушені. Променеві квіточки в кілька рядів, непоказні, білі, язички 1–2 мм. Дискові квіточки білі, рідко жовті, 1–2 мм завдовжки, з запушеними часточками, але особливо характерні в молодому віці, коли вони плоскі та від середньо до темно-зеленого кольору. Сім'янки коричневі чи чорні з блідими краями, довгасті, 2–2.5 мм завдовжки, плоскі чи 3-кутні, ± голі; папуси відсутні чи невеликі.

## Середовище проживання
Вид зростає в Північній і Південній Америках (Аргентина, Багами, Беліз, Болівія, Бразилія, Канада (Онтаріо), Чилі, Колумбія, Коста-Рика, Куба, Домініканська Республіка, Еквадор, Сальвадор, Французька Гвіана, Гаяна, Гаїті, Мексика, Панама, Парагвай, Перу, Пуерто-Рико, Суринам, Тринідад і Тобаго, США, Уругвай, Венесуела); інтродукований і натуралізований у Австралії, Азії, Африці, південній частині Європи, у т. ч. Україні.
Зазвичай росте на берегах водойм і озер, на узбережжях річок, боліт і канав і сезонно затоплюваних западин. Він також сприймається як бур'ян на зрошуваних с.-г. угіддях, таких як рисові поля.
В Україні росте в Причорномор'ї.

## Використання
Ця рослина широко використовується в китайській фітотерапії. Вважається найкращим засобом для волосся, а також використовується як омолоджувальний і тонізувальний засіб для печінки. Вся рослина містить алкалоїди нікотин і екліптин, а також кумарин. Це в'яжучий, знеболювальний, очисний, блювотний, жарознижувальний, офтальмологічний, проносний, кровоспинний і загальнозміцнювальний засіб. У Кореї його використовують як протиотруту при укусах змій. З рослини отримують чорний барвник, який використовується як фарба для волосся та для татуювання. В Індії понад 2000 тонн на рік споживається всіма трав'яними галузями. Ніжне листя і молоді пагони варять і використовують як овоч. Використовується як корм для тварин. 